# Падон
Юліан Грицевич (більше відомий як Падон, pad0n, нар. 1 липня 1992) — український відеоблоґер, стример, летсплеєр та актор озвучення. Станом на березень 2024 року кількість підписників на основному каналі становить понад 89 тисяч, а кількість переглядів сягнула 5,5 мільйона[первинне джерело].

## Біографія
Народився в Івано-Франківську, в 4 роки переїхав до Києва, в 5 років — до Мукачева. З 6 років до 22 жив у Львові, тому вважає себе львів'янином. З 23 і до 25 жив в Європі. Зараз повернувся і проживає у Львові.
Середню освіту отримав у Львівській загальноосвітній школі I—III ступенів № 50. Згодом закінчив Національний Університет «Львівська Політехніка», Інститут Комп'ютерних Наук та Інформаційних Технологій, кафедра Програмного Забезпечення, колишній напрямок — Програмна Інженерія. Здобув ступінь магістра з напрямку Програмне Забезпечення Систем. Працює програмістом.
Юліан активно підтримує ідею українізації в медіапросторі.

## Відеоблоґінґ
Юліан почав свою ютуб-кар'єру ще у 2010 році. Саме тоді був створений канал See Jay (наразі — закритий). На ньому Падон розміщував свої перші озвучки мульфільмів на базі власних перекладів, особливо часто зустрічалася серія «Ціанід та щастя». Перше озвучення датується 20 квітня 2010 року. Через два роки відео перекочували на основний контент, основна причина — зміна нікнейму на простіший.
25 березня 2012 року на каналі публікується перший ігровий ролик, і саме цю дату можна офіційно вважати початком летсплеєрської діяльності. Відтоді всі відео, пов'язані з іграми, виходять лише на основному каналі. Окремі відео зараз неможливо віднайти, адже вони були видалені самим автором (через низьку якість контенту) або платформою YouTube через авторські права. У тому ж 2012 році пройшла перша офіційна колаборація із проєктом PlayUA, де також можна почути Олексу Мельника. У 2013 році на каналі вийшла серія авторських скетчів, яка суттєво популяризувала канал. Водночас почалося відділення авторського контенту від озвучень, що спонукало до створення нового окремого каналу «Озвучення від Падона». Але через низку проблем з авторськими правами канал зупинив діяльність.
У 2014 році Юліан взяв участь у новому проєкті nePROte з 23 випусків, де основною темою був огляд технічних новинок. 2015 рік відмітився зміною традиційних летсплеїв, які заливалися вже після проходження певного рівня чи всієї гри, на формат ігрових стримів (тобто проходження онлайн). У 2016 році на канал повернулися позаігрові рубрики на кшталт «Прикольні сайтики», а також розмовні відео. 2018 року рубрика розмов знімалася у популярному в той час форматі «в машині», але була закрита через нездатність «Таврії» до пересування.
Падон в основному займається оглядом відеоігор та оцінкою техніки для ґеймінгу. Основний канал нараховує близько 200 повних проходжень різноманітних ігор. З 2020 року автор вирішив зберігати записи стримів на додатковому каналі, а на основному розміщувати лише найцікавіші моменти.

## Ігровий стримінг
Станом на травень 2022 року усі ігрові стрими Падона транслюються лише на його основному каналі на платформі Twitch. У 2018 році почав роботу канал «Падон: Записи Стрімів», куди відтоді почали заливатися записи проходження ігор.
У 2020 році Падон став частиною партнерської програми від Twitch, через що усі стрими проходять лише на цій платформі. Проте записи стримів зберігаються на додатковому каналі. Станом на травень 2022 року кількість переглядів трансляцій Юліана становить близько 184 тисяч, а кількість підписок сягнула 6 тисяч.
Наприкінці 2022 року канал Падона на Twitch був заблокований за порушення правил платформи, що спричинило створення росіянами фейкових акаунтів задля блокування каналів інших стримерів.

## Озвучення
Падон брав участь в озвученнях різних проєктів у складі таких об'єднань, як Postmodern, Т. С. «Струґачка», Озвучення AdrianZP, Mariam Project та FanVoxUA. Більшість проєктів озвучена не для комерційного використання.
Нижче наведені основні проєкти з озвучення.

### Фільми

##### Офіційний дубляж на замовленняNetflix
| Рік  |   | Українська назва                 | Оригінальна назва          | Роль     |
| ---- | - | -------------------------------- | -------------------------- | -------- |
| 2022 | ф | Кінець дороги                    | End of the Road            |          |
| 2022 | ф | Крізь моє вікно                  | A través de mi ventana     | Йоші     |
| 2022 | ф | Прокляття Брідж-Голлоу           | The Curse of Bridge Hollow |          |
| 2022 | ф | Моє ім’я — Вендета               | Il mio nome è vendetta     | Ферраріо |
| 2023 | ф | День матері                      | Dzień Matki                | Вольто   |
| 2023 | ф | Крізь моє вікно: Розділені морем | A través del mar           | Йоші     |

##### Неофіційні озвучення
- Вчиняй правильно[en] / Do the Right Thing
- Мертвий космос: Наслідки[en] / Dead Space: Aftermath
- Клерки / Clerks
- Кунґ Ф'юрі / Kung Fury[17]

### Серіали
- Вініл / VINYL (сезон 1)
- Експерт / Expert

### Мультсеріали
- Університет Чупарського (Лютецій Мурштейко, Рома Руденко)
- Самі по собі (папуга Оскар)
- Останні діти на Землі / The Last Kids on Earth (Квінт Бейкер)
- Нетутешні / Solar Opposites (Террі)
- Рік та Морті / Rick and Morty (Морті)
- Клуб Поганого Дня
- СуперДрузі науковці[en] / Super Science Friends
- Зоряна принцеса проти сил зла / Star vs. the Forces of Evil камео (сезон 4, серія 15)
- Бівис і Батгед / Beavis and Butt-head (сезон 8, серія 1-2)
- Сім'янин / Family Guy (сезон 14, епізоди 1-5)
- Сім'янин в гостях у Сімпсонів / Simpsons Guy

### Аніме
- Моб-Вар'ят 100 / Mob Psycho 100 (сезон 3)

### Ігри
- Hanna Must Run
- Penumbra: Overture
- Penumbra: Black Plague
- StarCraft
- StarCraft: Brood War
- Knights of the Temple — Infernal Crusade
- Command & Conquer: Red Alert 2 + Yuri's Revenge
- Шлях Томате 3 / Tomato Way 3

## Співпраця
Юліан брав участь у багатьох блогерських заходах та конференціях. Серед найуспішніших — виступи на WeGame 2019 та UATube 2021.

## Волонтерство
Від початку повномасштабного вторгнення Росії усі гроші, зароблені від блоґерської та стримерської діяльности, Юліан передає на потреби армії, у тому числі фонду «Повернись живим». Також він проводить збори на різні підрозділи ЗСУ[первинне джерело].

## Нагороди
У серпні 2024 року отримав нагороду від «СМІЛИВІ» у категорії цивільні.
У вересні 2024 року у рейтингу «Топ 50 блогерів України-2024» посів 181 місце.